# 頂針

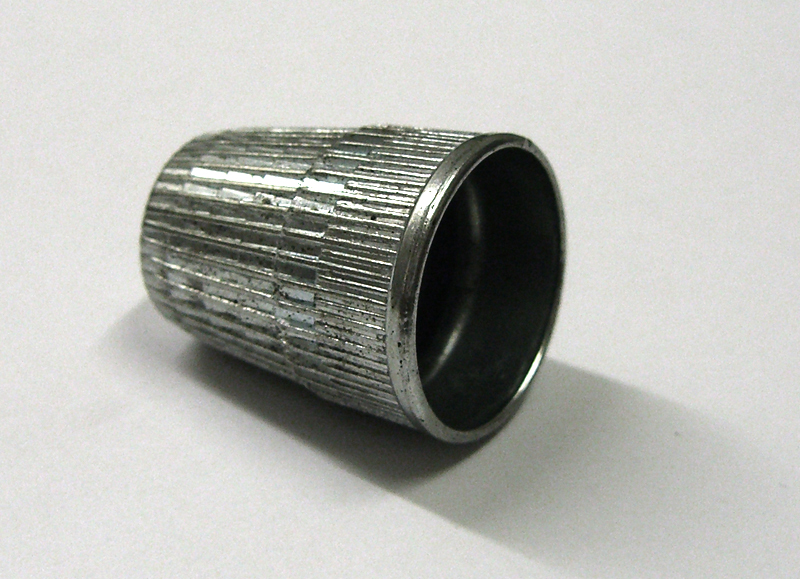
頂針

頂針是一種裁縫時戴於某個手指，用來保護手指免遭针刺伤的殼狀物。
最早的頂針由羅馬龐貝城出土，材質為青銅，製造時間為西元前79年。在今英國的聖奧爾本斯也發現了羅馬的頂針，現保存於博物館。
頂針的材料包括金屬、皮革、橡皮、木頭、玻璃或瓷。早期的頂針有時會以鯨骨、角、象牙製成，天然材質包括石材、貝等材質。使用鑽石、藍寶石或紅寶石的頂針則非常少見。